# Pia Pakarinen
Pia Marjatta Pakarinen (Juuka, 5 de octubre de 1990) es una modelo finlandesa, coronada Miss Finlandia.

## Biografía
Fue coronada la 72.ª Miss Finlandia el 5 de marzo de 2010, obteniendo el derecho de representar a Finlandia en Miss Universo 2011, concurso que se celebró en São Paulo, Brasil, el 12 de septiembre de 2011.